# Dashboard (canción)
«Dashboard» es una canción de la banda de indie rock estadounidense Modest Mouse. La canción salió como primer sencillo de su quínto álbum We Were Dead Before the Ship Even Sank. Se colocó en la posición #5 en el Billboard Modern Rock Tracks y debutó en el Billboard Hot 100 a principios de febrero de 2007.
En mayo de 2007, la canción fue lanzada como un sencillo en Reino Unido con "King Rat" como Lado-B. El sencillo coincidió con el tour de la banda en Renio Unido.
A los suscriptores del correo electrónico de la banda se les fue enviado el 3 de enero de 2007 un mensaje de correo electrónico que contenía un enlace de dicha canción terminada. Fue lanzada a las estaciones de radio estadounidense por primera vez el 6 de enero de 2007.

## Video musical
El video musical de la canción se estrenó oficialmente el 6 de febrero de 2007 en MTV a las 6 A.M. el lunes y repetido cada hora en MTV2 y MTVU. El video fue dirigido por Motion Teory (Matisyahu, Beck, Velvet Revolver) como una "balazera entre marineros borrachos que expande una mitología náutica". Se puso un clip de detrás de escena y fue puesto en el Myspace de Modest Mouse y en YouTube. Una imagen también fue puesta en la página de Pitchfork Media. El video de la canción está disponible para su descarga en Xbox Live Marketplace.

## Trivia
El verso de la canción "Oh the dashboard melted but we still have the radio" es una referencia de la película de 1987 llamada Planes, Trains & Automobiles.
En el video, cuando el marinero está en la isla, la cámara cambia de posición y el brazo sin mano cambia de la mano derecha a la de la izquierda, luego ya vuelve normal.
En la línea de la canción "Oh if the world don't like us it'll shake us just like we were a co-oh-oh-oh-old" se refiere al calentamiento global. Eso fue dicho por Isaac en una entrevista a Spin Magazine.